# Anne de Gaulle
Anne de Gaulle (Tréveris; 1 de enero de 1928-Colombey-les-Deux-Églises; 6 de febrero de 1948) fue la más pequeña de los tres hijos del General Charles de Gaulle y de Yvonne.

## Biografía
Nació el 1 de enero de 1928 en Tréveris, Alemania, donde su padre era comandante del batallón 19.º de cazadores a pie, acantonado allí. Nació con Síndrome de Down, pero ese trastorno genético no fue ningún obstáculo para la familia de Gaulle, que siempre permaneció muy unida. Según los familiares de De Gaulle, él era normalmente poco demostrativo con sus parientes, incluyendo a sus hijos mayores Philippe y Élisabeth, ante quienes se veía como padre riguroso y solamente se mostró muy abierto, cariñoso y extrovertido con su pequeña hija, Anne.
Anne de Gaulle falleció el 6 de febrero de 1948 de bronconeumonía a los 20 años en Colombey-les-Deux-Églises. Tras su muerte y su posterior entierro en el Cementerio de dicho pueblo, su padre muy emotivo le dijo a su desconsolada esposa: «Maintenant, elle est comme les autres [Ahora, ella es como los demás]».
En octubre de 1948, su madre Yvonne adquirió el Castillo de Vert-Cœur en Milon-la-Chapelle, Yvelines, donde puso en marcha un hospital privado para las chicas jóvenes perjudicadas, la Fundación Anne de Gaulle en homenaje a su hija fallecida en ese mismo año.
El 22 de agosto de 1962, Charles de Gaulle estuvo a punto de ser asesinado, cuando la bala mortal se paró justamente en el marco de una fotografía de su querida hija Anne, que el general siempre la llevaba y estaba colocada en el estante posterior de su coche en ese día fatídico —según la versión del propio general—.
Charles de Gaulle murió en noviembre de 1970, fue enterrado en el Cementerio de Colombey al lado de su amada hija. A ellos se sumaría su madre Yvonne, quien falleció en París en 1979, nueve años después de la muerte de De Gaulle y treinta y un años después del fallecimiento de su hija Anne.